# Elwha (Schiff)
Die Elwha ist eine ehemalige Fähre der US-amerikanischen Reederei Washington State Ferries. Die 1968 in Dienst gestellte Fähre gehört der Super-Klasse an. Sie war bis zu ihrer Ausmusterung 2020 vorwiegend auf der Strecke von Anacortes zu den San Juan Islands im Einsatz. Die Fähre wurde 2024 verkauft.

## Geschichte
Die Elwha entstand als letzte von insgesamt vier Einheiten der Super-Klasse in der Werft von National Steel and Shipbuilding Company in San Diego und lief am 16. Dezember 1967 vom Stapel. Nach ihrer Ablieferung an Washington State Ferries nahm sie am 16. Juni 1968 den Fährdienst von Seattle nach Bainbridge Island auf.
Nach vier Jahren auf der Strecke nach Bainbridge Island diente die Elwha ab 1972 als Ersatzschiff für andere Schiffe von Washington State Ferries bei Ausfällen. In den 1980er Jahren wechselte sie auf die Strecke Anacortes zu den San Juan Islands. Dort verblieb sie bis zum Ende ihrer aktiven Dienstzeit.
Am 2. Oktober 1983 lief die Elwha nahe Orcas Island bei einem Felsenriff auf Grund, nachdem sie von ihrem Kurs abgewichen war. Ihr Kapitän wurde für diesen Vorfall verantwortlich gemacht, da er die Kursänderung für eine Passagierin veranlasst hatte, die einen besseren Blick auf ihr am Wasser gelegenes Haus haben wollte. 1989 wurde das Riff nach der Fähre in Elwha Rock umbenannt. Zudem erhielten ein Lied mit dem Titel Elwha on the Rocks und ein gleichnamiger Drink ihre Namen nach dem Vorfall. Im Dezember 1990 verursachte die Elwha hohen Sachschaden, nachdem sie sich bei einem starken Sturm losriss und mehrfach gegen die Pieranlage schlug. Am 8. September 1999 rammte und beschädigte sie zudem nach einem technischen Defekt den Anleger in Orcas Island.
Im April 2018 wurden bei einer Inspektion der Elwha großflächig korrodierte Stellen unterhalb des Bodens der Passagierabteilung festgestellt. Die Reparaturarbeiten am Schiff zogen sich über sieben Monate hinweg und kosteten 25 Millionen US-Dollar. Nur wenig später wurden bei einer erneuten Inspektion im Juli 2019 noch mehr korrodierte Stellen festgestellt, eine Reparatur wurde mit 35 Millionen US-Dollar veranschlagt. Aufgrund dieser hohen Kosten und dem Alter des Schiffes entschied sich Washington State Ferries stattdessen im November 2019 für eine Ausmusterung. 
Nachdem die Elwha bereits seit mehreren Monaten inaktiv war, erfolgte am 17. April 2020 die offizielle Außerdienststellung. Nach mehr als vier Jahren Aufliegezeit gab Washington State Ferries am 16. August 2024 den geplanten Abbruch der Fähre mit der Flottenschwester Klahowya in Ecuador bekannt. Beide Schiffe sollten im August 2024 nach Ecuador geschleppt werden, was durch technische Probleme und einer Beschlagnahmung des Schleppers aufgrund abgelaufener Arbeitsvisen jedoch nicht erfolgte. Washington State Ferries trat daraufhin vom Verkauf zurück. Anfang 2025 verkaufte Washington State Ferries die Fähre an die Werft Everett Ship Repair, die das Schiff als schwimmendes Büro und Lager nutzen will.